# Aleksander Myszuga
Aleksander Myszuga, ukr. Олександер Мишуґа (ur. 19 czerwca 1853 w Witkowie, zm. 9 marca 1922 w Schwarzwaldzie) –  śpiewak operowy, tenor liryczny.

## Życiorys
Ukończył we Lwowie seminarium nauczycielskie i pracował w zawodzie nauczyciela. Od roku 1878 uczył się śpiewu u Walerego Wysockiego we Lwowie. Debiutował w lwowskim Teatrze Skarbkowskim w partii Stefana w „Strasznym Dworze” Stanisława Moniuszki. Kontynuował studia wokalne we Włoszech w Mediolanie, potem we Francji u Giovanni Sbriglia w Paryżu. Największe sukcesy odnosił w Teatrze Wielkim w Warszawie w latach 1884–1892, w partii Jontka w Halce i Stefana w Strasznym Dworze. Powrócił do Lwowa i występował tam do roku 1905. W roku 1896 występował gościnnie w Krakowie w prapremierze „Goplany” Władysława Żeleńskiego. W roku 1900 występował w prapremierze opery „Janek” tegoż kompozytora w nowo otwartym Teatrze Wielkim we Lwowie.
W wiedeńskiej Hofoper 1885 występował pod pseudonimem Alexander Filippi. Występował też w Národni Divadlo w Pradze, w Opéra Garnier w Paryżu i w Teatrze Maryjskim w Petersburgu.
Jako następca swojego nauczyciela Walerego Wysockiego nauczał jego metodą 1905–1911 w Konserwatorium w Kijowie, 1911–1914 w Warszawie. Okres I wojny światowej spędził we Włoszech. W roku 1918 założył własną szkołę muzyczną w Sztokholmie.